# 洪阳镇 (普宁市)
洪阳镇是中华人民共和国广东省揭阳市普宁市下辖的一个乡镇级行政单位。，位于普宁北部，辖区总面积64平方公里，户籍人口160100人（2008年）。
2009年成为中国第四批国家级历史文化名镇。

## 行政区划
洪阳镇下辖2个社区和32个行政村：
洪阳城内社区、洪阳城外社区、鸣岗村、岐岗村、古份村、林惠山村、丘塘村、龟背村、马湖村、宝镜院村、厚田村、前山村、后山村、乌犁村、仙步村、雨堂村、金丰村、富袋村、枋安村、上寨村、洪山村、水吼村、北村、东村、西村、南村、新安村、水龙寨村、后坑村、马南山村、崑安村、和安村、钱湖村和沟边村。

## 中国传统村落
2013年8月，德安里村被评为第二批中国传统村落。